# Aladár Bitskey
Aladár Bitskey   (Eger, 18 d'octubre de 1905 - Eger, 18 de març de 1991) va ser un nedador hongarès que va competir durant les dècades de 1920 i 1930. Era germà del també nedador Zoltán Bitskey.
El 1928 va prendre part en els Jocs Olímpics d'Estiu d'Amsterdam, on quedà eliminat en sèries en la cursa dels 100 metres esquena del programa de natació.
En el seu palmarès destaquen quatre campionats nacionals i dues medalles de plata al Campionat d'Europa de natació, el 1927 i 1931, ambdues en els 100 metres esquena.